# Palazzo legislativo San Lazzaro
Il palazzo legislativo San Lazzaro (in spagnolo: Palacio Legislativo de San Lázaro) è un palazzo di Città del Messico che funge da sede per la Camera dei deputati e per il Congresso dell'Unione.
Situato a poca distanza dalla Piazza della Costituzione, il palazzo si trova nella delegazione Venustiano Carranza della capitale messicana e il nome deriva dalla vecchia stazione di San Lazzaro, sulla quale è stato costruito il complesso.
L'architetto Antonio Rivas Mercado ne stese due progetti: uno in stile inglese e uno in stile francese.